# Nicoleta Manu
Nicoleta Manu (născută Țolișteanu; n. 3 decembrie 1980, Piatra-Neamț, Neamț, România) este o jucătoare de volei română, specializată ca libero. Este membră a echipei naționale de volei a României și joacă în Divizia A1 la echipa CS Știința Bacău.

## Cariera
Manu a jucat pentru echipa națională la Campionatul European de Volei Feminin din 2003, 2005 și 2011, Campionatul FIVB de Volei Feminin din Germania și Jocurile Europene din 2015 din Baku.
La Campionatul European din 2003 a fost numită cea mai bună fundașă. Colegii îi zic „Țoli”, după numele său de fată Țolișteanu.

## Cluburi
- CS Știința Bacău (1999-2012)
- Hainaut Volley (2012-2013)
- CSM București (2013)
- CS Dinamo București (2013-2015)
- CS Știința Bacău (2015-prezent)

## Premii

### Titluri
- Campionatul României (2005)

### Premii individuale
- Campionatul European de Volei Feminin din 2003 - cea mai bună libero